# 危険戦隊デンジャー5 我らの敵は総統閣下
『危険戦隊デンジャー5 〜我らの敵は総統閣下〜』（原題：Danger 5）は、2011年オーストラリア製作のアクションコメディ・TVシリーズ。アメリカ、オーストラリア、ロシア、イギリスほか国際色豊かな5人のプロフェッショナルが集められた隠密組織“デンジャー5”が、第二次世界大戦を終結させるため、世界征服を目論むアドルフ・ヒトラー暗殺のミッションに挑む姿が描かれる。時代背景を完全に無視し、恐竜から巨大ロボットまで登場するハチャメチャな展開が特色。
オーストラリアのSBS局にて2012年2月27日から4月2日にかけてシーズン1（全6話）が放送されたのち、2015年1月4日から2月15日にかけてシーズン2（全7話）が放送された。
日本では、2016年9月18日に「第9回 したまちコメディ映画祭in台東」のプログラム「映画講義『とり・みきの吹替え“凄ワザ”講義』第2弾」にて第1話、第2話、第6話が上映。吹替え専門サイト「ふきカエル大作戦」が手掛ける吹替え版制作プロジェクト「凄ワザ吹替え」との連動企画として開催され、上映された日本語吹替版は、羽佐間道夫、江原正士、堀内賢雄、千葉繁、星野充昭、甲斐田裕子、多田野曜平、水落幸子、森洋子らベテラン、実力派声優が参加したものとなっている。
また2020年7月1日より、オンライン動画配信サービス「俺の牧場（まきば）」内の「ココでシカ観れない劇場」コーナーにて、Webエピソード「ダイヤモンド・ガールズは永遠に（The Diamond Girls）」の日本配信がスタートした（すでに配信終了）。
2023年8月10日に限定商品通販サイト「ナイル大商店」にてブルーレイが復刻台本付き特別版とソフトのみの通常版が発売。

## あらすじ
ヒトラーを暗殺し、第二次世界大戦を終わらせるために結成された隠密組織“デンジャー5”。アメリカ出身のジャクソン、オーストラリア人のタッカー、セクシーなロシア人美女イルサ、イギリスの知性派クレア、そして“ヨーロッパの馬の骨”ことピエールら5人は、ナチスが盗んだパリのエッフェル塔を奪還するべく出動する。ナチスが、さらにニューヨークの自由の女神まで盗もうとしていることをつかんだジャクソンたちは、ヒトラーのパーティに潜入する。
次々と行われるナチスの悪魔の計画──デンジャー5は、恐竜王国や幻の海底都市アトランティスを舞台に、恐るべき計画を阻止し、最大の目的＝ヒトラー暗殺を成し遂げることができるのか？

## 登場人物
タッカー（ショーン・ジェームズ・マーフィー）／声の出演：堀内賢雄
“デンジャー5”の主力。オーストラリア出身の変装の名人。格闘も銃撃も得意な肉体派だが、精神力がイマイチ弱く、たまに任務を放棄したり、取り乱して泣きじゃくったりする。クレアにぞっこん。
ピエール（アルド・ミグノン）／声の出演：千葉繁
“デンジャー5”のバーテンダー（？）。ヨーロッパ出身としか分からない国籍不明。いつもヘラヘラしているが、ここぞというときは最も頼りになる実力派。死にかけた相手から、いつもカクテルのレシピを託される。
ジャクソン（デヴィッド・アシュビー）／声の出演：星野充昭
“デンジャー5”のリーダーで出身はアメリカ。命令には忠実だが、結果が伴わないことが多々な残念な人物。密かにイルサに惹かれているが、見た目は要ダイエット。でも中身は草食系で恋に悩む。
クレア（アマンダ・シモンズ）／声の出演：甲斐田裕子
“デンジャー5”の情報分析官。イギリス出身の良識派で、軍の制服がお似合いだが、ぽっちゃり系。同じ女性であることからイルサをライバル視している。
イルサ（ナターシャ・リスティック）／声の出演：森洋子
“デンジャー5”の武器＆メカ担当。ロシア出身で真性のアルコール依存症。ナイス・ボディでお色気たっぷり。“オンナの武器”を駆使して任務を遂行する。クレアのイイ子ちゃんぶりを下に見ていて、揉めることが多い。
チェストブリッジ大佐（ティルマン・ヴォグラー）／声の出演：江原正士
ワシの頭を持つ“デンジャー5”の司令官。その頭はいったい本物なのか？ それともかぶり物なのか!? 「ヒトラーを殺せ！」が口ぐせで、着ている制服はTVシリーズ『プリズナーNo.6』の主人公とそっくり？
キルロイ／声の出演：多田野曜平
“デンジャー5”のメンバー……なのか？（劇中での説明は一切なし） ピエールとは旧知の仲だが、ルパン三世の声で話す、とんだ“アニメ野郎”。
シャーマン女／声の出演：水落幸子
ヨセフ・メンゲレに支配された古代帝国の住民で、額から虫のような管を出し、相手の額に突き刺して思考を伝える。メンゲレを倒すために、猿の軍団との仲介をタッカーに依頼するが……。
アドルフ・ヒトラー（カーマイン・ルッソ）／声の出演：羽佐間道夫
ナチス・ドイツを率いる総統で、人類の敵。毎度毎度デンジャー5に追い詰められると、かなり危険な逃走方法を採るのが特徴。とらやの和菓子が大好き。
生CMの男（マイケル・クリスチー）／声の出演：江原正士
物語の最後に、唐突に生CMをはじめる謎の男。ストーリーにすごく関係している商品を宣伝するが、気が利いているのか聞いていないのかよく分からない。プロダクト・プレイスメントなんて完全無視のマイペースぶりは、スポンサーにとってジャマでしかない。

## 日本語吹替
| 役名                                                                          | 俳優                             | 日本語吹替                                                                                           |
| ----------------------------------------------------------------------------- | -------------------------------- | --- |
| タッカー                                                                      | ショーン・ジェームズ・マーフィー | 堀内賢雄                                                                                             |
| ピエール                                                                      | アルド・ミグノン                 | 千葉繁                                                                                               |
| ジャクソン                                                                    | デヴィッド・アシュビー           | 星野充昭                                                                                             |
| クレア                                                                        | アマンダ・シモンズ               | 甲斐田裕子                                                                                           |
| イルサ                                                                        | ナターシャ・リスティック         | 森洋子                                                                                               |
| 大佐                                                                          | ティルマン・ヴォグラー           | 江原正士                                                                                             |
| アドルフ・ヒトラー                                                            | カーマイン・ルッソ               | 羽佐間道夫                                                                                           |
| キルロイ                                                                      |                                  | 多田野曜平                                                                                           |
| シャーマン女                                                                  |                                  | 水落幸子                                                                                             |
| 生CMの男                                                                      | マイケル・クリスチー             | 江原正士                                                                                             |
| ルネ                                                                          | マイケル・クリスチー             | 江原正士                                                                                             |
| コンラッド・ターボ                                                            | マイケル・クリスチー             | 江原正士                                                                                             |
| ドナルド・エイプ                                                              | ダリオ・ルッソ                   | 江原正士                                                                                             |
| グンナー軍曹                                                                  | クリス・アシモス                 | 江原正士                                                                                             |
| ナッシュ中尉                                                                  | ヴィヴィアン・マディガン         | 江原正士                                                                                             |
| ムッソリーニ                                                                  | マーロン・シェファーソン         | 江原正士                                                                                             |
| スターリン                                                                    | グレッグ・マーシュ               | 江原正士                                                                                             |
| ジェンキンズ                                                                  | ブルーイ・バーン                 | 江原正士                                                                                             |
| ジブラルタル                                                                  | ピーター・レイモンド・パウエル   | 江原正士                                                                                             |
| ヨーゼフ・ゲッベルス                                                          | クレイグ・ビヘンナ               | 多田野曜平                                                                                           |
| メンゲレ                                                                      | ロバート・トンプキンズ           | 多田野曜平                                                                                           |
| ヤマモト                                                                      | ポール・マスカット               | 多田野曜平                                                                                           |
| エルヴィン・ロンメル将軍                                                      | ブレンダン・ロック               | 多田野曜平                                                                                           |
| ハインリヒ・ヒムラー                                                          | ベン・フィン                     | 多田野曜平                                                                                           |
| ガンター                                                                      | ライアン・コルタッツォ           | 多田野曜平                                                                                           |
| セレスト ミンリン ジプシー グウェンドリン マッシミリアーノの秘書 ジュリエッタ |                                  | 水落幸子                                                                                             |
| その他                                                                        |                                  | 宮澤はるな 岸本百恵 冨沢竜也 辻井健吾 杉山シンヤ                                                     |
|                                                                               |                                  | |
| 演出                                                                          |                                  | 吉田啓介                                                                                             |
| 翻訳                                                                          |                                  | 村上美智子 大橋佳奈 池田美和子 丸山愛 石井美紀子                                                     |
| 監修                                                                          |                                  | とり・みき                                                                                           |
| 調整                                                                          |                                  | 黒崎裕樹                                                                                             |
| 制作 協力 日本語版制作                                                        |                                  | フィールドワークス ふきカエル大作戦！ グロービジョン                                                 |
| 日本初公開                                                                    |                                  | 2016年9月18日 第9回 したまちコメディ映画祭in台東 「映画講義『とり・みきの吹替え“凄ワザ”講義』第2弾」 |

## エピソード

### シーズン1（2011/12年）
| 通算 | 話数 | タイトル 原題                                                        | 本国放送日     |
| --- | ---- | -------------------------------------------------------------------- | -------------- |
| 0 | 0    | "ダイヤモンド・ガールズは永遠に" (Webエピソード) "The Diamond Girls" | 2011年11月20日 |
| 酒場でヒトラーを待ち伏せしていたデンジャー5。そこに軍服に身をつつんだ女性の一団が乱入しマシンガンを撃ちまくる。それは、ダイヤより強固な皮膚を持つヒトラーの親衛隊“ダイヤモンド・ガールズ”だった！              |      |                                                                      |                |
| 1 | 1    | "ハッピー・バースデー！総統閣下" "I Danced For Hitler"               | 2012年2月27日  |
| 第二次世界大戦を収束させるため、ヒトラー暗殺に特化した特殊部隊「デンジャー5」が結成される。彼らはヒトラーの誕生パーティに乗り込み、ダンサーに化けて暗殺を実行しようとする。                                    |      |                                                                      |                |
| 2 | 2    | "第三帝国の恐竜兵団" "Lizard Soldiers Of The Third Reich"            | 2012年3月5日   |
| ナチスの科学者ヨーゼフ・メンゲレ（メタボ）は、恐竜を復活させ強靭な兵士に改造していた。敵の本拠地に乗り込んだデンジャー5だが、ジャクソンとイルザが捕らえられる。洗脳された2人は、闘技場でお互い戦うことになる。 |      |                                                                      |                |
| 3 | 3    | "日出る国の殺し屋は二度死ぬ" "Kill-Men Of The Rising Sun"            | 2012年3月12日  |
| 日本付近で、戦闘機が次々と撃ち落されパイロットの遺体が消えるという事件が発生。日本に向かったデンジャー5は、殺人ロボットに改造されたパイロットたちに襲われる。                                                  |      |                                                                      |                |
| 4 | 4    | "黄金の殺人カジノ・ロワイヤル" "Hitler's Golden Murder Palace"       | 2012年3月19日  |
| ロンメル将軍が経営する「黄金のカジノ」へ潜入した諜報部員が殺される。ヒトラーがからんでいると睨んだデンジャー5は、カジノの客として潜入するが、イルザがかつてロンメルの妻だったことが発覚する。                  |      |                                                                      |                |
| 5 | 5    | "妖艶怪奇！パツキン美女軍団" "Fresh Meat For Hitler's Sex Kitchen"   | 2012年3月26日  |
| 普通の将校がいきなり金髪と化し、ナチス党員に変貌するという事件が発生。デンジャー5が調査を進めると、女性の蒸発事件に突き当たる。ヒトラーは怪しげな儀式を行い、女性を金髪のナチス党員に変えていた。              |      |                                                                      |                |
| 6 | 6    | "最後の闘い・ロボット大戦！" "Final Victory"                         | 2012年4月2日   |
| 追い詰められたヒトラーは、遂に第三帝国の最終兵器である巨大ロボット軍団を動かした。デンジャー5側も、巨大ロボットで対抗する。果たして彼らはヒトラーの暗殺を成功させることができるのか？                          |      |                                                                      |                |

### シーズン2（2015年）
日本版未制作
| 通算 | 話数 | 原題                                       | 本国放送日    |
| ---- | ---- | ------------------------------------------ | ------------- |
| 7    | 1    | "Merry Christmas Colonel"                  | 2015年1月4日  |
| 8    | 2    | "Johnny Hitler"                            | 2015年1月11日 |
| 9    | 3    | "Revenge of the Lizardmen"                 | 2015年1月18日 |
| 10   | 4    | "Un Sacco Di Natale (A Sack of Christmas)" | 2015年1月25日 |
| 11   | 5    | "Super Dead"                               | 2015年2月1日  |
| 12   | 6    | "Back to the Führer"                       | 2015年2月8日  |
| 13   | 7    | "Welcome to Hitlerland"                    | 2015年2月15日 |